# Rašín
Rašín település Csehországban, a Jičíni járásban. Rašín Třebnouševes, Stračov, Sovětice és Jeřice településekkel határos. Lakosainak száma 107 fő (2024. január 1.).

## Népesség
A település lakosságának változását az alábbi diagram mutatja:
| Lakosok száma | 209  | 207  | 182  | 143  | 93   | 83   | 87   | 98   | 108  | 107  |
|               | 1869 | 1900 | 1921 | 1961 | 1980 | 2011 | 2016 | 2019 | 2021 | 2024 |